# Àlex Casademunt i González
Àlex Casademunt i González   (Vilassar de Mar, 30 de juny de 1981 - Mataró, 2 de març de 2021) fou un cantant, actor i presentador català. Fou conegut després de participar en el concurs de televisió Operación Triunfo, en el qual va quedar en desè lloc, i on va coincidir amb altres artistes com Chenoa, Rosa López, David Bisbal, Natalia Rodríguez i David Bustamante, amb qui va enregistrar el tema Dos hombres y un destino. També va sortir al programa infantil Los Lunnis.

## Biografia

### 2001-2005: Fórmula Abierta i Inquietuds
Va participar en la primera edició del concurs d'Operación triunfo, emesa per Televisió Espanyola entre 2001 i 2002. Després de ser eliminat va formar part del grup musical Fórmula Abierta al costat de Geno Machado, Javián Antón i Mireia Montávez, tots ells també exconcursants del programa. Junts van gravar el disc Aún hay más, publicat el 7 de juny de 2002, que va incloure el tema «Te quiero más».
El 2003 va iniciar una carrera en solitari com a cantant. El seu primer disc Inquietudes va sortir a la venda el 16 de juny. El disc va comptar amb catorze temes (cinc dels quals compostos pel cantant). Per a la seva preparació va comptar amb l'ajuda del seu germà Joan en la composició d'algunes cançons. El primer senzill de presentació va ser la cançó romàntica «Jugándome la vida entera», que va aconseguir primeres posicions en les llistes d'Espanya.
Entre 2003 i 2004 inicia la seva carrera com a presentador de televisió al programa infantil Los Lunnis de TVE. La seva carrera com a actor per aquests anys és variada: OT: la pel·lícula de Jaume Balagueró i Paco Plaza el 2002, el musical Peter Pan: el musical o la sèrie de televisió de Miramón Mendi La sopa boba per a Antena 3 el 2004. Temps després va continuar treballant en televisió en altres programes com Crónicas marcianas de Telecinco i ¡Mira quien baila! a TVE el 2005 -on va participar com a concursant-. Així mateix el 2005 va apadrinar el seu germà Joan Casademunt per participar en el programa de TVE Gente de primera. Aquest any va fer de presentador dels concerts de l'estrella infantil Maria Isabel.

### 2006-2010: Treballs a la televisió
El 2006 va presentar diversos espais televisius. Va ser el presentador del programa musical Fan Factory (en UrbeTv del Grup Vocento) i va ser col·laborador de Hoy por ti de Telemadrid. Durant l'estiu de 2006 va presentar el concurs de karaoke Cantamania a TV3 al costat de la cantant Roser de Popstars i a la tardor de 2006 va ser presentador del programa El Chat d'Operación Triunfo en la seva cinquena edició, a l'acadèmia. En aquest mateix any va treballar per a la sèrie de Diagonal TV Mar de fons (TV3), interpretant el paper de Marley. A l'any següent, va treballar a Telecinco al programa matinal El programa de Ana Rosa com a comentarista de formats d'èxit de la cadena.
Torna a la interpretació treballant per a la sèrie Arrayán emesa per Canal Sud en 2008, interpretant el personatge de Don Pablo. El 2009 participa com a protagonista en el curtmetratge Ya te vale dirigida per Martín Crespo i produïda per Rossmartin Films PC, amb el personatge de Pepe. El 2010 va col·laborar en un disc benèfic anomenat Canciones para Haití, que es va posar a la venda amb El Periódico de Catalunya. Poc després va presentar la seva candidatura per a Eurovisió al costat del seu germà Joan amb el tema «Tan solo mirarte». Tots dos obtenen amb aquest tema un total de 13.905 vots. Al setembre de 2010 va tornar al teatre musical a Madrid amb el reeixit Mamma Mia: el musical, en el qual va interpretar el paper de Sky, el nuvi de la protagonista.

### 2011-2021: Casademunts i nous senzills
El 2011 s'incorpora a 13 TV per conduir al costat d'Alejandra Andreu Noche sensacional, una de les principals apostes de la cadena. Al llarg de 2012 treballa al costat del seu germà en el grup Casademunts, realitzant promoció per diferents cadenes de televisió. El 2013 intervé com a concursant en l'espai reality show de Cuatro Expedición imposible juntament amb la presentadora de televisió Rocío Madrid. A la primavera de l'any 2013 presenta «Sé», un senzill amb el seu germà Joan Casademunt. A la tardor apareix en un episodi de la sèrie d'Antena 3 Vive cantando. En 2014 presenta «Me hacer sentir» al costat del seu germà Joan i el cantant productor Papa Joe. El tema és editat per Warner Music i Doble Music Records. En teatre apareix en les obres Cosas de tríos i El otro lado de la cama.
El 2015 col·labora en el programa Trencadís de 8tv al costat de Sandra Barneda i el 2016 és col·laborador habitual del programa Hora punta de La 1 que presenta Javier Cárdenas. En 2017 confirma la seva tornada als escenaris i amb la tornada de Fórmula Abierta, el grup de què va formar part després de sortir d'OT 1. Va ser víctima d'una pallissa el 17 de gener de 2017.
Va morir el dia 2 de març de 2021, a l'edat de 39 anys, després de patir un accident de trànsit a Mataró, on residia.

## Discografia

### Com a "Fórmula Abierta"
| Any           | Àlbum                                                                                         |
| ------------- | --------------------------------------------------------------------------------------------- |
| Aún hay más   | - Data de llançament: 7 de juny de 2002 - Discogràfica: Vale Music - Format: CD, Digital      |
| Sin conexión  | - Data de llançament: 18 de maig de 2018 - Discogràfica: Sonogrand - Format: Senzill, Digital |
| Si tu vuelves | - Data de llançament: 12 d'abril de 2019 - Discogràfica: Sonogrand - Format: Senzill, Digital |

### Com a solista
| Àlbum       | Detalls                                                                                   |
| ----------- | ----------------------------------------------------------------------------------------- |
| Inquietudes | - Data de llançament: 16 de juny de 2003 - Discogràfica: Vale Music - Format: CD, Digital |